# Маћеха
Маћеха или очева друга жена је жена која деци замењује мајку уколико се њихов отац, после развода или након што је његова супруга преминула, поново ожени. 
Реч маћеха често има негативну конотацију. 
У бајкама и причама за децу, на пример Пепељуга, маћеха је обично зла жена, више воли своју децу и више им пружа, а децу којима је маћеха злоставља, запоставља и чини им зла и неправде.
Маћеха је женски пандан очуху. То је очева жена, која није у крвном сродству са његовом децом из претходног брака (она није њихова мајка).